# 大武宿柱薹
大武宿柱薹（学名：Carex transalpina）为莎草科薹草屬下的一个种。

## 扩展阅读
- 維基物種上的相關：大武宿柱薹